# Даниела Горанова
Даниела Иванова Горанова-Фъркова (родена на 3 март 1958 г.) е българска актриса.

## Кариера
Играла е в театрите във Видин, Русе и София.
По-известна е като глас в редица филми и сериали. Занимава се с озвучаване от 1996 г. Един от първите ѝ сериали е теленовелата „Просто Мария“.
Озвучава в сериали като „Пълна къща“, „Шеметен град“, „Фелисити“ (дублаж на bTV), „Кости“ (от четвърти сезон), „Как се запознах с майка ви“, „Сготвено с любов“, „Кралски особи“ и „Теория за Големия взрив“ (от шести сезон на VMS), а също и в теленовелите „Господарят на Раусан“, „Истинска любов“, „Непокорните“, „Жената в огледалото“, „Капризи на съдбата“, „Хамелеони“ и „Богатите също плачат“.
Изявява се и като режисьор на дублажи за „Александра Аудио“ и „Доли Медия Студио“. За Cartoon Network е режисирала дублажите на анимационни поредици като „Джони Тест“, „Роботбой“, „Секретните Сатърдей“.
| Актриса          | Заглавия | Роли                      |
| ---------------- | --- | ------------------------- |
| Анди Макафи      | Земята преди време V: Тайственият остров (дублаж на Александра Аудио) Земята преди време VI: Тайната на динозавърската скала (дублаж на Александра Аудио) Земята преди време VII: Скалата на ледения огън (дублаж на Александра Аудио)                                                         | Сара                      |
| Грей ДеЛайл      | Хълк срещу Тор Зеления фенер: Анимационният сериал | Сиф Кралица Агапо         |
| Дженифър Морисън | Маса за трима (дублаж на bTV) Как се запознах с майка ви | Лесли Грийн Зоуи Пиърсън  |
| Емили Озмънт     | Хана Монтана (дублаж на БНТ) Сготвено с любов | Лили Тръскот Габи Даймънд |
| Кандис Хъдсън    | Земята преди време (дублаж на Александра Аудио) Земята преди време II: Приключение в голямата долина (дублаж на Александра Аудио) Земята преди време III: Приятел в нужда се познава (дублаж на Александра Аудио) Земята преди време IV: Пътешествие през мъглите (дублаж на Александра Аудио) | Сара                      |
| Керълайн Риа     | Финиъс и Фърб (дублаж на студио Доли) Финиъс и Фърб: Отвъд второто измерение | Линда Флин                |
| Рейчъл Билсън    | Как се запознах с майка ви Втори дубъл | Синди Сам Суифт           |

## Режисьор на дублажи

### Филми снахсинхронен дублаж
Александра Аудио
- 2000 – „Американска приказка“
- 2000 – „Американска приказка 2: Файвъл покорява запада“
- 2000 – „Американска приказка 3: Съкровището на Остров Манхатън“
- 2000 – „Тарзан“
- 2000 – „Железният гигант“
- 2001 – „Титан“
- 2001 – „Балто“
- 2001 – „Земята преди време VII: Скалата на ледения огън“
- 2001 – „Атлантида: Изгубената империя“
- 2002 – „Балто 2: По следите на вълка“

Доли Медия Студио
- 2001 – „Барби в Лешникотрошачката“
- 2003 – „Търсенето на Немо“
- 2003 – „Братът на мечката“
- 2004 – „Барби в Принцесата и бедното момиче“
- 2005 – „Барби Фейландия“
- 2006 – „Колите“[2]
- 2007 – „Семейство Робинсън“
- 2008 – „Робин Худ“
- 2008 – „УОЛ-И“
- 2011 – „Рио“
- 2011 – „Колите 2“
- 2011 – „Весели крачета 2“
- 2012 – „Разбивачът Ралф“
- 2013 – „Турбо“
- 2013 – „Самолети“
- 2014 – „Рио 2“[3]
- 2014 – „Самолети: Спасителен отряд“
- 2015 – „Алвин и чипоносковците: Голямото чипоключение“
- 2016 – „Търсенето на Дори“
- 2016 – „Драконът, моят приятел“
- 2017 – „Колите 3“
- 2017 – „Тайната на Коко“
- 2017 – „Бикът Фердинанд“
- 2018 – „Феноменалните 2“
- 2018 – „Лешникотрошачката и четирите кралства“
- 2018 – „Ралф разбива интернета“
- 2019 – „Дъмбо“
- 2019 – „Господарка на злото 2“
- 2019 – „Шпионски бъркотии“
- 2020 – „Напред“

### Сериали сНахсинхронен дублаж
Доли Медия Студио
- 2009 – „Секретните Сатърдей“
- 2009 – „Лагерът Ласло“
- 2009 – „Най-добрият ми приятел е маймуна“
- 2009 – „Роботбой“ (дублаж на студио Доли)
- 2011 – „Джони Тест“ (дублаж на студио Доли)
- 2011 – „Симбионичен титан“
- 2012 – „Време за приключения“
- 2014 – „Санджей и Крейг“
- 2015 – „Шоуто на Том и Джери“
- 2020 – „Power Players”
- 2021 – „Джелистоун“
- 2021 – „Неудържимият жълт йети“

## Личен живот
Омъжена е за актьора Любомир Фърков.

## Телевизионен театър
- „Милионерът“ (от Йордан Йовков, реж. Младен Младенов)

## Филмография
- „Очите плачат различно“ (1989)
- „Антракс“ (1990)
- „Йосиф и Мария“ (1994)
- „Сламено сираче“ (1999), 5 серии
- „Апартамент под наем“ (2005)